# DAYDREAM (ビデオ・クリップ集)
『DAYDREAM』（デイドリーム）は、日本の女性歌手グループ「dream」のビデオ・クリップ集のタイトルである。
『DAYDREAM』（2001年）と『DAYDREAM2』（2002年）の2作品が発売された。

## DAYDREAM
1枚目のアルバム『Dear…』発売から1週間後の2001年3月7日に発売された初のビデオ・クリップ集。「Heart on Wave」から「reality」までの3曲は既にシングル・ビデオとしてリリースされていたが、それ以外のシングル曲は本作が初商品化となった。45分。VHS・DVDの同時発売。

### 収録内容
1. Movin' on
2. Heart on Wave
3. interview
4. Private wars
5. reality
6. NIGHT OF FIRE
7. interview
8. My will

Bonus tracks
1. 15sec.TV SPOT series
2. access to love
3. 30sec.TV SPOT series

## DAYDREAM2
2枚目のアルバム『Process』発売から1ヵ月後の2002年3月20日に発売された。前作はVHS・DVDの同時発売であったが、本作はDVDのみの発売となった（これ以降のDreamの映像作品はすべてDVDのみの発売となっている）。42分。3人のスペシャル・インタビューとTVスポットなどの特典映像も収録している。

### 収録内容
1. Believe in you
2. solve
3. Our Time
4. STAY 〜now I'm here〜
5. Get Over
6. Yourself

※収録されている6曲はすべてシングル・ビデオとしてもリリースされている。